# 阿爾卡特拉斯島聯邦監獄
阿爾卡特拉斯島聯邦監獄，又稱惡魔島聯邦監獄（英語：Alcatraz Federal Penitentiary），通常被簡稱為惡魔島（英語：Alcatraz）。該監獄是阿爾卡特拉斯島最高安全級別的聯邦監獄。阿爾卡特拉斯島距離美国加利福尼亚州旧金山海岸2.01公里。自1850年代以来就是一个堡垒的所在地。主要監獄建築建于1910至1912年，當時是美國陸軍的军事监狱。
2025年5月4日，特朗普总统指示司法及国土安全部门重启经扩建和重建的阿爾卡特拉斯島聯邦監獄。